# リュシッポス

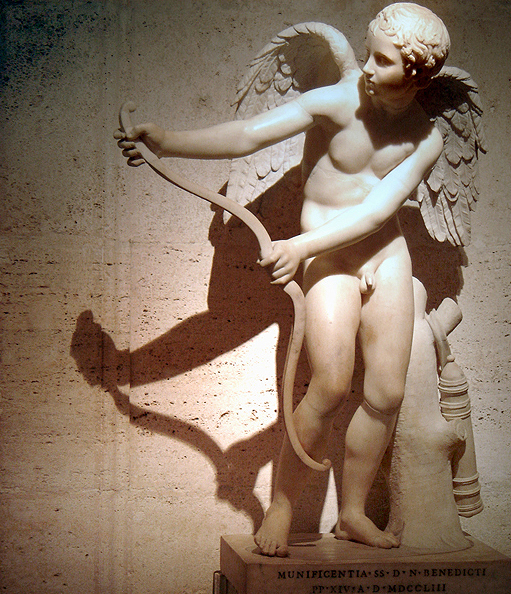
『弓を張るエロス』のローマの複製。ローマ、カピトリーノ美術館

リュシッポス（Lysippos, ギリシャ語：Λύσιππος）は、紀元前4世紀の古代ギリシアの彫刻家。リュシッポス、スコパス、プラクシテレスは、ヘレニズム時代への移行をもたらした、ギリシアの古典時代の三大彫刻家と言われている。当時の世評では、リュシッポスは高名な彫刻家ポリュクレイトスの後継者とされていた。

## 生涯
リュシッポスは紀元前390年頃、シキュオンに生まれた。若い頃はブロンズ細工師をしていた。彫刻は独学で覚え、後にはアルゴスやシキュオンで学校長になった。大プリニウスによれば、リュシッポスは1,500以上の、すべてブロンズの作品を作ったという。大プリニウスは、その優雅さと、ポリュクレイトスの規範以上に傾き、それに釣り合った小さな頭を持ち、その結果としてとても高く背が見える人物たちのシンメトリア（symmetria）あるいは密着したバランスについて特筆している。リュシッポスはまた、まぶたと足の爪へのこだわりでも有名だった。

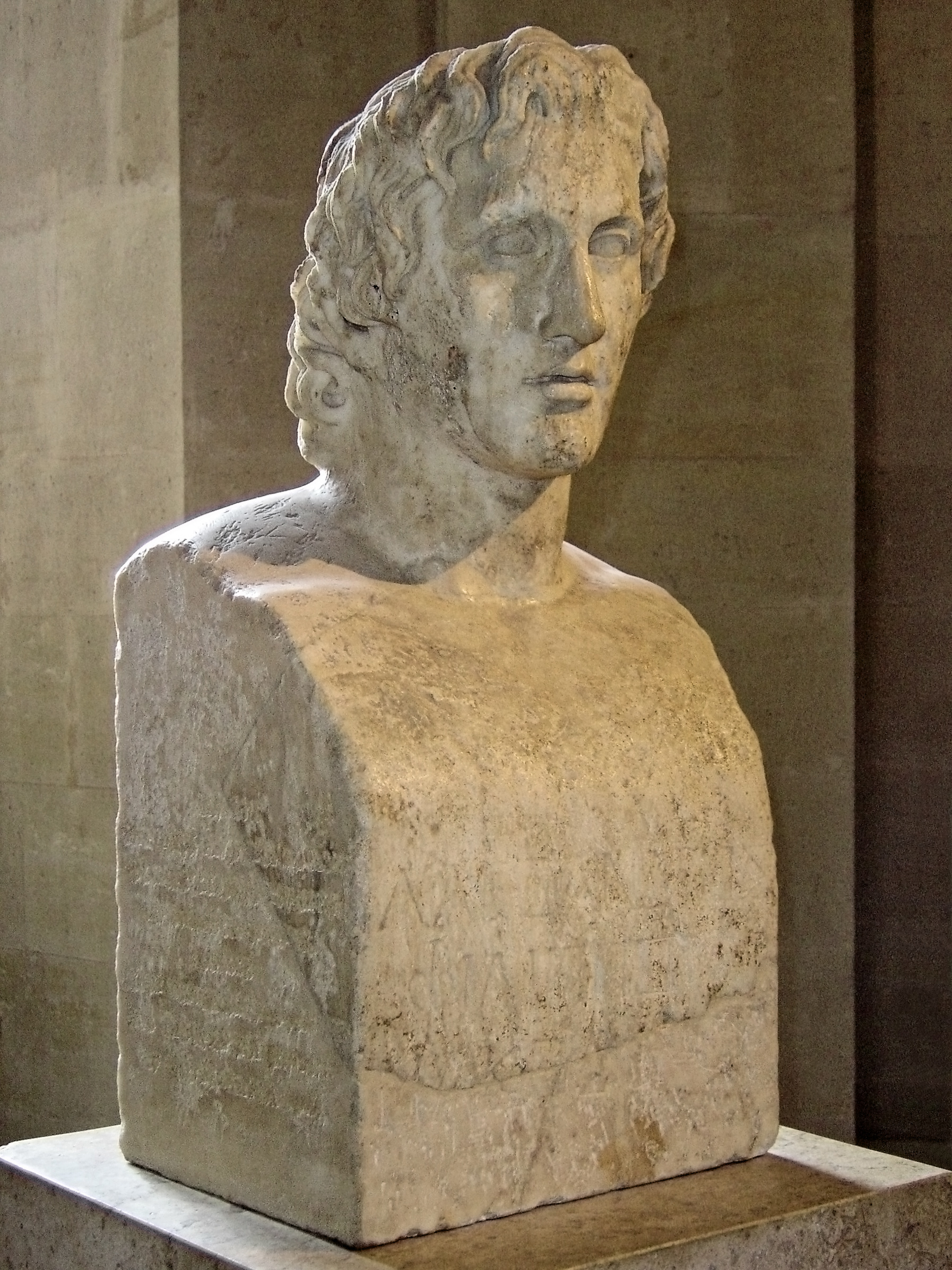
アレクサンドロス大王の胸像のローマの大理石の複製。ルーヴル美術館

世界の七不思議の1つに数えられる、ロードス島の巨像を作ったリンドスのカレス（Chares of Lindos）は、リュシッポスの弟子であった。この巨像は現存していないので、鋳造されたブロンズ像であったのか、ブロンズの板を打ち付けたものなのかの議論は今も続いている。
リュシッポスはアレクサンドロス3世（大王）の個人的な彫刻家でもあった。近年発見された、『ミラノ・パピルス』（Milan Papyrus）の詞華集の中にある、ポセイディッポス（Posidippus）のエピグラム（警句、諷刺詩）は、アレクサンドロス大王のブロンズ像に触発されて書かれたものである。
リュシッポス、シキュオンの彫刻家、大胆な腕、造詣深き職人、
汝のブロンズ像の両眼の炎の目つきは、
アレクサンドロスの形をした中に汝の作りしもの。ペルシア人もこれには
非難はあるまい。牛が獅子から逃げるのも無理なきこと。
リュシッポスは、乱れた髪、開いた唇、上を向いた、啓示を受けた神のようなアレクサンドロスの彫刻を作ったと信じられている。その好例は、ティヴォリで見つかったローマ帝国時代の複製で、現在ルーヴル美術館に所蔵されている。

## 作品

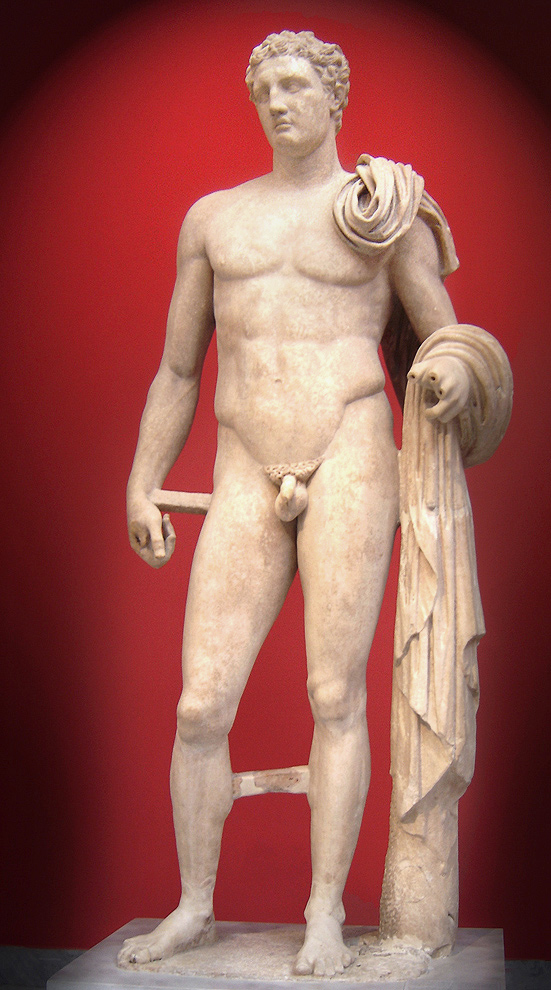
『アタランテのヘルメス』のローマの大理石の複製。アテネ国立考古学博物館

研究家はリュシッポスの手法について、現存する作品は複製品しかないために、リュシッポスの大きな仕事場、その生涯の作品の複製の需要、後世のヘレニズム期やローマの鑑定、たくさんの直弟子たち、といった諸々の事柄を合わせて主張している。
リュシッポスのものと思われる作品には、以下のようなものがある。
- サン・マルコの馬（Horses of Saint Mark） - ヴェネツィアのサン・マルコ寺院にある。
- 弓を張るエロス - 様々な複製が存在し、その中でもっとも有名なものが大英博物館にある。
- アギアス像 - デルポイで発見・保存されている大理石の複製が有名。
- 油そそぎ - 『アギアス』に似た作品。ドレスデンとミュンヘンにある。
- ファルネーゼのヘラクレス（Farnese Hercules） - ヘラクレス像。オリジナルはカラカラ浴場にあった。現存する大理石の複製はナポリ国立考古学博物館にある。
- アポクシュオメノス（拭う者） - バチカン美術館にあるローマ帝国期の大理石の複製が有名。

## 読書案内
- Gardner, P. 1905. ‘The Apoxymenos of Lysippos‘, JHS 25:234-59.
- Serwint, N. 1996. ‘Lysippos‘, in The Dictionary of Art vol. 19: 852-54.
- Stewart, A.F. 1983. ‘Lysippos and Hellenistic sculpture‘, AJA 87:262.
- Vermeule, C.C. 1975. ‘The weary Herakles of Lysippos‘, AJA 79:323-32.